# کوری فورد
کوری فورد (انگلیسی: Corey Ford؛ ‏ ۲۹ آوریل ۱۹۰۲ – ۲۷ ژوئیهٔ ۱۹۶۹) طنزنویس، نویسنده، روزنامه‌نگار و فیلم‌نامه‌نویس اهل ایالات متحده آمریکا بود.
وی دانش‌آموختهٔ کالج کلمبیا بود و برای نیویورکر و مجلهٔ ونتی فر مقاله می‌نوشت.
از فیلم‌هایی که وی در آن‌ها نقش داشته‌است، می‌توان به زنوبیا، ماجرای مرموز و پرالتهاب و کارناوال زمستانی اشاره نمود.